# Hoffe (Nordenham)
Hoffe ist als Bauerschaft ein Ortsteil von Esenshamm in der Gemeinde Nordenham im Landkreis Wesermarsch.

## Geschichte
Zur Bauerschaft Hoffe gehört das adelige Gut Stiedtenkron sowie Kleineweser, Kuhweg, Buschstelle, Großensiel I und Stiedtenkrug. Hoffe liegt an der Kleinen Weser, vermutlich entstand es im Hochmittelalter. Die erste Erwähnung ist jedoch erst 1626. Im Deichatlast von Johann Conrad Musculus taucht „Zur Hoffe“ 1625/26 auf. Hier wird es mit einem großen Doppelgebäude und fünf kleineren Häusern abgebildet. Ein Bauerbrief von Hoffe ist von 1673 überliefert. Im Jahr 1618 wurde eine Schule in Hoffe begründet, 1822 wurde ein größeres Haus für die Schule erworben. Die Schule wurde 1933 aufgehoben.

## Demographie
| Jahr | Einwohner |
| ---- | --------- |
| 1675 | 227       |
| 1779 | 254       |
| 1822 | 199       |
| 1855 | 258       |
| 1925 | 154       |
| 1950 | 167       |
| 1961 | 122       |
| 1970 | 111       |

## Bekannte Personen
- Richard Tantzen (1888–1966), Niedersächsischer Kulturminister